# De dame uit Carthago
De dame uit Carthago is een hoorspel van Rochus Spiecker. Vibia Perpetua werd op 13 april 1963 door de Westdeutscher Rundfunk uitgezonden. De KRO zond het uit op zondag 30 oktober 1966. Léon Povel vertaalde, bewerkte en regisseerde het. De uitzending duurde 39 minuten.

## Rolbezetting
- Paul Deen (auteur)
- Els van Rooden (Vibia Perpetua)
- Paul van der Lek (de onbekende)
- Jan Borkus (Marcus, haar vriend)
- Huib Orizand (haar vader)
- Lo van Hensbergen (stadhouder)

## Inhoud
In de derde eeuw werd in Carthago een vrouw ter dood veroordeeld, omdat ze zich voor het gerecht tot Christus bekend had. Nu wacht ze in de kerker op haar terechtstelling. In haar laatste nacht verschijnt een vreemde bij haar en hij poogt haar te overreden haar geloof af te zweren. De jonge vrouw weigert evenwel. Zelfs de herinnering aan haar vader, aan haar vriend Marcus en aan haar kind, die de vreemde oproept, kan haar er niet toe bewegen God te verloochenen...